# 比奈知村
比奈知村（ひなちむら）は三重県名賀郡にあった村。現在の名張市中心部の東方一帯、名張川中流域、比奈知ダムの周辺にあたる。

## 地理
- 河川：名張川

## 歴史
- 1889年（明治22年）4月1日 - 町村制の施行により、下比奈知村・上比奈知村・滝ノ原村の区域をもって名張郡比奈知村が発足。
- 1896年（明治29年）4月1日 - 所属郡が名賀郡に変更。
- 1951年（昭和26年）4月1日 - 名張町に編入。同日比奈知村廃止。